# Óutara

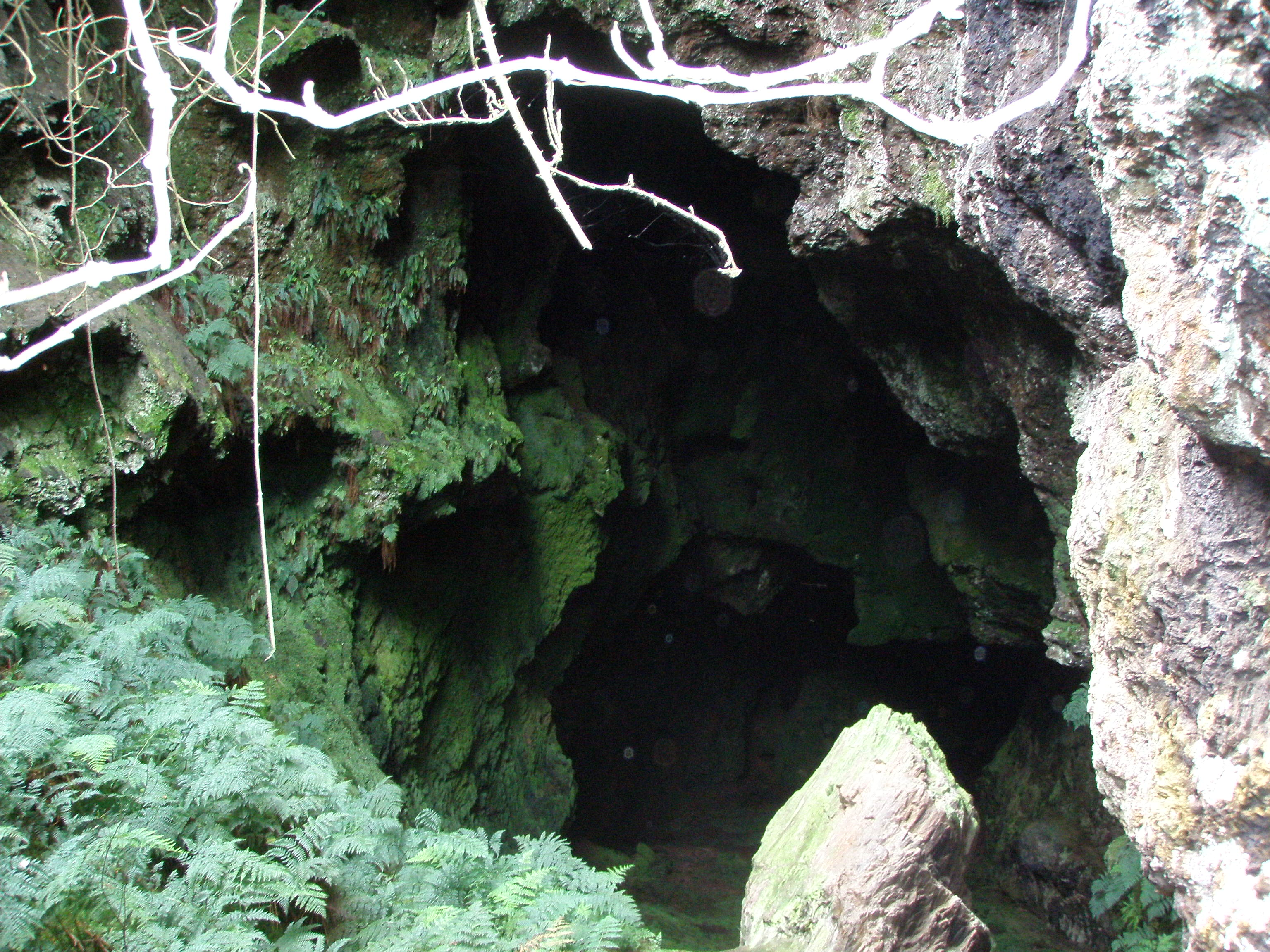
Entrada al Burato das Choias.

Santa María de Óutara és una parròquia i localitat del municipi gallec d'A Pobra do Brollón, a la província de Lugo.
Limita amb les parròquies d'Eirexalba i Santa Cruz do Incio al nord, Canedo i A Ferreirúa al sud, O Hospital i San Pedro do Incio a l'est i Laiosa a l'oest.
L'any 2007 tenia 41 habitants agrupats en 8 entitats de població: A Aira Vella, Biduedo, Bruñeira, O Couto, Óutara, Porvenza, O Pumar i A Rúa do Pozo, amb una densitat de 5,6 hab./km².
Entre el seu patrimoni cal destacar l'església de Santa María i el Burato das Choias, una cova d'origen natural. Les festes se celebren el primer cap de setmana d'agost en honor de la Verge del Carme.